# Mastophora yacare
Mastophora yacare är en spindelart som beskrevs av Levi 2003. Mastophora yacare ingår i släktet Mastophora och familjen hjulspindlar.
Artens utbredningsområde är Uruguay. Inga underarter finns listade i Catalogue of Life.